# Sztura Szilárd
Sztura Szilárd (Temesliget, 1857. november 13. – Temesvár, 1925. január 23.) bánsági magyar esztéta, filozófiai író, műfordító.

## Életútja, munkássága
Középiskoláit Temesváron és Szarvason végezte, majd a budapesti egyetemen folytatott jogi tanulmányokat. 1887-től ügyvéd volt Temesváron, harmincéves korától haláláig tagja az ügyvédi kamara választmányának. 1889-ben Temes vármegye tiszteletbeli főügyészének, 1898-ban helyettes főügyésznek nevezték ki. A vármegye kulturális bizottságának előadója, 1912-től Temesvár város törvényhatósági bizottságának tagja volt. 1890-től alelnöke a Temesvári Magyar Nyelvterjesztő Egyletnek, elnöke a Magyar Társadalomtudományi Társaság temesvári fiókjának, 1905-től tagja, 1909-től ügyvezető alelnöke, majd elnöke az Arany János Társaságnak, tagja a Délmagyarországi Történelmi és Régészeti Társulatnak és a Délmagyarországi Természettudományi Társaságnak. 1903-ban részt vett az ellenzéki beállítottságú Temesvári Hírlap alapításában, s annak haláláig kitartó külmunkatársa volt.
Tanulmányai az Arany János Társaság Könyvei c. sorozat gyűjteményes köteteiben, a Délmagyarországi Közlönyben és a Temesvári Hírlapban láttak napvilágot. Több értekezést írt a humorról.

## Művei
- Szerb és román vígjátékok (Temesvár, 1883);
- Elmélkedések és tanulmányok (Temesvár, 1908);
- Az akaratszabadság problémája (Temesvár, 1899);
- Világ- és életfelfogások a XIX. században (Temesvár, 1901);
- A jellem lélektana (Temesvár, 1905);
- A nyelv lélektana (Temesvár, é. n.);
- A zugírászatról (Temesvár, é. n.);
- Elmélkedések és tanulmányok (Temesvár, 1909);
- Műértésre nevelés (Temesvár, 1914).

Lefordította Trifkovics szerb drámaíró több vígjátékát.